# MTT-Test

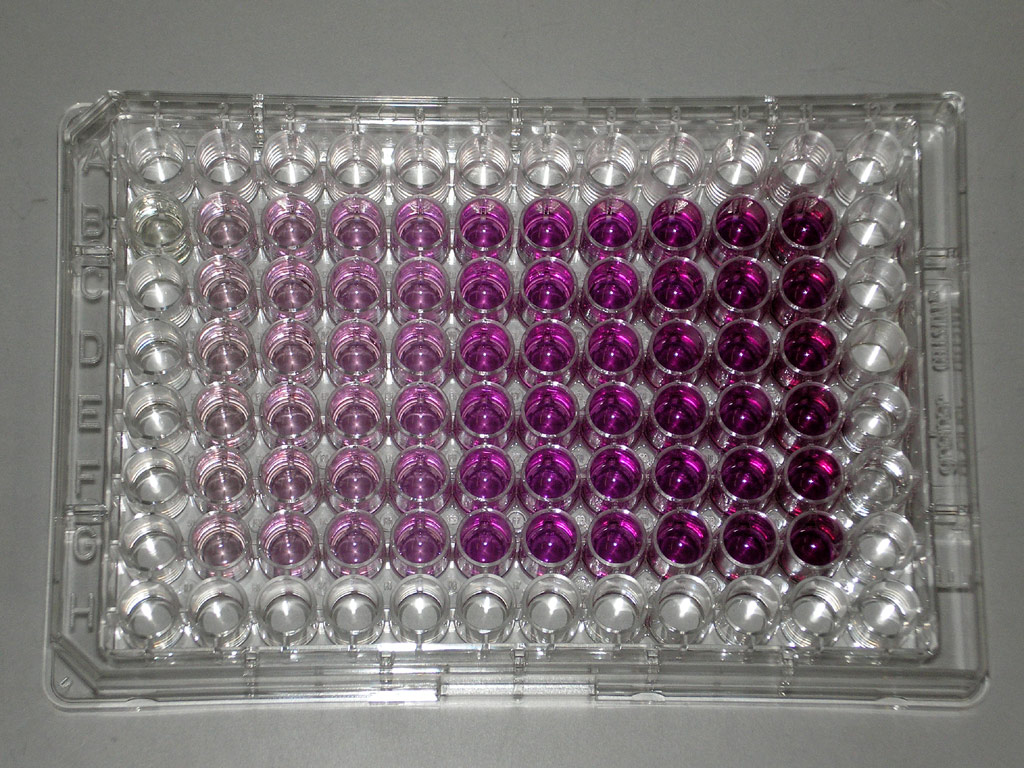
Mikrotiterplatte eines MTT-Assays

Der MTT-Test ist ein Test zur Bestimmung der metabolischen Aktivität von Zellen. Da diese unter bestimmten Bedingungen stark mit der Zellviabilität korreliert, wird der MTT-Test häufig genutzt, um diese zu evaluieren.

## Prinzip
Zellen werden in vitro mit dem namensgebenden Farbstoff, einem gelben Tetrazoliumsalz, behandelt, um ihre Lebensfähigkeit beziehungsweise den Anteil lebender Zellen im Vergleich zu einer Kontrollprobe von Zellen zu messen. Dies ist beispielsweise nach Testung einer giftigen Substanz notwendig.
Der Nachweis der Zellvitalität mittels MTT-Test beruht auf der Reduktion des gelben, wasserlöslichen Farbstoffs 3-(4,5-Dimethylthiazol-2-yl)-2,5-diphenyltetrazoliumbromid (MTT) in ein blau-violettes, wasserunlösliches Formazan. Früher wurde angenommen, dass MTT durch mitochondriale Succinat-Dehydrogenasen reduziert wird, Untersuchungen in den letzten Jahren legen jedoch nahe, dass die Reduktion hauptsächlich von den pyridinhaltigen Reduktionsäquivalenten NADH und NADPH und nur teilweise von Succinat abhängig ist. Die Menge des umgesetzten und letztendlich gemessenen Farbstoffs entspricht damit der Glykolyserate der Zellen per se und ist somit weniger ein Maß für die Zellatmung (wie früher angenommen). Die Reduktion von MTT durch NADH und NADPH ist abhängig von Enzymen des Endoplasmatischen Retikulums (ER). Die partielle Reduktion von MTT durch Succinat in den Mitochondrien dagegen ist abhängig von dem Enzym Succinat-Dehydrogenase (mitochondrialer Komplex II).